# TOTEM-experimentet
| Large Hadron Collider                           | Large Hadron Collider                                                |
| ----------------------------------------------- | -------------------------------------------------------------------- |
| Acceleratorkedjan i Large Hadron Collider (LHC) |                                                                      |
| LHC-experiment                                  |                                                                      |
| ATLAS                                           | A Toroidal LHC ApparatuS                                             |
| CMS                                             | Compact Muon Solenoid                                                |
| LHCb                                            | LHC-beauty                                                           |
| ALICE                                           | A Large Ion Collider Experiment                                      |
| TOTEM                                           | Total Cross Section, Elastic Scattering and Diffraction Dissociation |
| LHCf                                            | LHC-forward                                                          |
| LHC:s föracceleratorer                          |                                                                      |
| p och Pb                                        | Linjära acceleratorer för protoner (Linac4) och bly (Linac 3)        |
| (omarkerad)                                     | Proton Synchrotron Booster                                           |
| PS                                              | Proton Synchrotron                                                   |
| SPS                                             | Super Proton Synchrotron                                             |

TOTEM (eng. Total Elastic and diffractive cross section Measurement - sv. Mätande av totalt elastiskt och diffraktivt tvärsnitt) är ett av delexperimenten av partikelacceleratorn Large Hadron Collider (LHC) vid CERN på gränsen mellan Frankrike och Schweiz. En av huvuduppgifterna för TOTEM är att mäta protonens storlek.